# AS FAN Niamey
Die Association Sportive des Forces Armées Nigériennes (AS FAN) ist ein Fußballverein aus Niamey in Niger und ist der Armeeklub der Streitkräfte Nigers in Niamey. Seine Heimspiele trägt der Klub im Stade du Camp Bagagi Iya aus. Bei größeren Spielen finden die Spiele auch im General-Seyni-Kountché-Stadion statt.

## Geschichte
1971 gewann der Verein dessen ersten Titel, vier Jahre später folgte die zweite Meisterschaft.
1995 erreichten sie das Finale des nigrischen Fußballpokals und gewannen am 3. August mit 3:1 gegen den Liberté FC. Durch den Pokalsieg waren sie 1996 an der Teilnahme der West African Club Championship kurz „WAFU Club Cup“ berechtigt. Am 8. Dezember 1996 schlugen sie im Finale die East End Lions aus Sierra Leone und waren die erste und bisher einzige Mannschaft aus Niger, die einen internationalen Titel gewinnen konnte.
Seit 2001 gehörten sie immer zu den besten Mannschaften in der Liga. 2004 boykottierte ASFAN sowie dreizehn weitere Vereine gegen die Zurückstufung des Zumunta AC. In diesem Jahr wurde die Meisterschaft annulliert.
Einer besten Spieler des Vereins, Moussa Maâzou, wurde im Januar 2008 zu Sporting Lokeren nach Belgien „verkauft“. Ein Jahr später verpflichtete ihn ZSKA Moskau. AS FAN bekam angeblich für ihn eine Ablösesumme von 327 Millionen CFA-Franc BCEAO (ca. 490.500 Euro).
2009 durften sie am CAF Confederation Cup teilnehmen, da Meister und Pokalsieger AS Police in der CAF Champions League antrat. Da es im nigrischen Fußball niemals zuvor eine solche Situation stattgefunden hat, bekam Vizemeister AS FAN den Vorzug vor Pokalfinalist Akokana FC. Doch schon in der Vorrunde war Schluss.
Daraufhin gewannen sie zum zweiten Mal den nigrischen Pokal und durften am CAF Confederation Cup 2010 teilnehmen. Dort erreichte man das Viertelfinale bzw. die Gruppenphase, verabschiedete sich dann aber zwei Punkten und als Gruppenletzter aus dem Turnier.
2010 gewann AS FAN das Double, nahm also zum ersten Mal in der Vereinsgeschichte an der CAF Champions League teil. Doch schon in der Vorrunde war nach einem 0:0 in Niamey und einer 0:3-Auswärtsniederlage beim ivorischen Vizemeister Jeunesse Club d’Abidjan Schluss.
2016 und 2017 konnte der Verein erneut die Meisterschaft gewinnen, schied aber beide Male wieder in der Vorrunde der darauf folgenden Champions-League-Saison aus.

## Titel und Erfolge
- Nigrischer Meister: 1971, 1975, 2010, 2016, 2017, 2025
- Nigrischer Pokalsieger: 1995, 2009, 2010
- WAFU Club Cup: 1996

## Statistik in den CAF-Wettbewerben
- CAF Champions League: 3 Teilnahme

2011 – Vorrunde
2017 – Vorrunde
2018 – Vorrunde
- CAF Confederation Cup: 2 Teilnahmen

2009 – Vorrunde
2010 – Gruppenphase (Viertelfinale)
| Wettbewerb                 | Runde           | Gegner                   | Hinspiel | Rückspiel |  |
| -------------------------- | --------------- | ------------------------ | -------- | --------- |  |
|                            |                 |                          |          |           |  |
| CAF Confederation Cup 2009 | Vorrunde        | USM Libreville           | 2:1 (A)  | 0:0 (H)   |  |
| CAF Confederation Cup 2010 | Vorrunde        | Issia Wazi FC            | 2:0 (H)  | 1:2 (A)   |  |
| CAF Confederation Cup 2010 | 1. Runde        | Étoile Sportive du Sahel | 1:0 (H)  | 1:2 (A)   |  |
| CAF Confederation Cup 2010 | 1. Achtelfinale | Daring Club Motema Pembe | 1:0 (A)  | 0:0 (H)   |  |
| CAF Confederation Cup 2010 | 2. Achtelfinale | Al-Merrikh Khartum       | 2:2 (A)  | 2:1 (H)   |  |
| CAF Confederation Cup 2010 | Gruppenphase    | Djoliba AC               | 0:0 (H)  | 0:1 (A)   |  |
| CAF Confederation Cup 2010 |                 | Al-Hilal Khartum         | 2:4 (A)  | 0:0 (H)   |  |
| CAF Confederation Cup 2010 |                 | Al-Ittihad Tripolis      | 0:1 (H)  | 0:4 (A)   |  |
| CAF Champions League 2011  | Vorrunde        | Jeunesse Club d’Abidjan  | 0:0 (H)  | 0:3 (A)   |  |
| CAF Champions League 2017  | Vorrunde        | AS Tanda                 | 0:3 (A)  | 3:1 (H)   |  |
| CAF Champions League 2018  | Vorrunde        | Horoya AC                | 1:3 (H)  | 0:0 (A)   |  |

## Ehemalige Spieler
- Ibrahima Sory Bangoura (Nationalspieler von Guinea und Teilnehmer an der Fußball-Afrikameisterschaft 2012)
- Moussa Maâzou
- Kader Amadou Dodo
- Issoufou Boubacar
- William N’Gounou
- Issiakou Koudizé
- Jimmy Bulus